# Teatro del Puente
El Teatro del Puente se encuentra sobre el puente Vicente Huidobro, que cruza el río Mapocho entre los puentes Purísima y Pío Nono, en la ciudad de Santiago, Chile. Inaugurado en septiembre de 1999, es el único espacio teatral que funciona en un puente en el mundo.

## Historia
En 1998 la Municipalidad de Santiago entregó en comodato el espacio del puente para ocuparlo con fines culturales. En septiembre de 1999 el teatro fue inaugurado con la obra Los bufones de Shakespeare. Luego de una restauración del espacio, el teatro abrió nuevamente el año 2007 con la obra Sueño con revolver, y con una rehabilitada sala con capacidad para 200 personas.
En 2013 anunció su cierre por falta de financiamiento, pero luego de un acuerdo entre el Municipio de Santiago y el Consejo Nacional de la Cultura y las Artes se comprometieron los recursos para el continuo funcionamiento del espacio.